# Chantenay-Saint-Imbert
Chantenay-Saint-Imbert é uma comuna francesa na região administrativa de Borgonha-Franco-Condado, no departamento Nièvre. Estende-se por uma área de 41,41 km². Em 2010 a comuna tinha 1 168 habitantes (densidade: 28,2 hab./km²).